# Brännkyrka kontrakt
Brännkyrka kontrakt är ett kontrakt i Stockholms stift inom Svenska kyrkan.
Kontraktskoden är 1304. 

## Administrativ historik
Kontraktet bildades 1957 genom en utbrytning ur Stockholms södra kontrakt av
- Brännkyrka församling
- Enskede församling som 1995 överfördes till ett nybildat Enskede kontrakt

och samma år bildades
- Hägerstens församling
- Farsta församling som 1995 överfördes till ett nybildat Enskede kontrakt
- Skarpnäcks församling som 1995 överfördes till ett nybildat Enskede kontrakt
- Vantörs församling som 1995 överfördes till ett nybildat Enskede kontrakt

1969 bildades
- Skärholmens församling

## Kontraktsprostar
| Ämbetstid | Namn                | Levnadstid | Kommentarer                          |
| --------- | ------------------- | ---------- | ------------------------------------ |
| 1957–1963 | Wilhelm Schröder    | 1897–      | Kyrkoherde i Vantörs församling.     |
| 1978–1984 | Kjell-Gunnar Egerup | 1923–      | Kyrkoherde i Hägerstens församling.  |
| 2018–     | Malin Strindberg    |            | Kyrkoherde i Skärholmens församling. |